# Edwin Bidwell Wilson
Edwin Bidwell Wilson   (Hartford, 25 d'abril de 1879 - Brookline, 28 de desembre de 1964) va ser un matemàtic estatunidenc.

## Vida i Obra
El seu pare era mestre i superintendent de les escoles de Middletown (Connecticut). Wilson es va graduar a la universitat Harvard el 1899 i va obtenir el doctorat a la Universitat Yale el 1901. A partir de 1900 va ser professor a Yale excepte el curs 1902-1903 en que va estar ampliant estudis a París, sobre tot a l'École Normale Supérieure.
El 1907 va ser nomenat professor del Massachusetts Institute of Technology, del qual va ser cap del departament de física a partir del 1917. Durant la Primera Guerra Mundial va ser responsable dels cursos d'enginyeria aeronàutica pals oficials de l'exèrcit americà. A la mort del president Richard Maclaurin (1920) va formar part del triumvirat que va dirigir el Institut fins l'arribada del nou president Samuel Stratton (1922).
El 1922 va acceptar el càrrec de cap del departament d'estadística de la recentment fundada Harvard School of Public Health. A partir d'aquesta data es va dedicar a promoure activament la col·laboració entre matemàtics, estadístics, científics socials i economistes. Es va retirar el 1945, però va continuar sent assessor de la oficina de recerca naval a Boston fins a la seva mort el 1964.
Wilson va publicar dos importants llibres de text: el primer el 1901, juntament amb el seu professor Josiah Willard Gibbs, Vector Analysis establint les idees bàsiques, la notació i una gran quantitat d'aplicacions físiques del càlcul vectorial; el segon el 1911, Advanced Calculus que va ser durant una dècada l'únic llibre americà de càlcul avançat. A més, va escriure un bon nombre d'articles sobre aeronàutica, estadística i economia matemàtica, essent en aquest darrer camp un dels inspiradors del Nobel d'economia Paul Samuelson.